# دومینگو سیس
دومینگو سیس (انگلیسی: Domingo Cisma؛ زادهٔ ۹ فوریهٔ ۱۹۸۲) بازیکن فوتبال اهل اسپانیا است.
از باشگاه‌هایی که در آن بازی کرده‌است می‌توان به باشگاه فوتبال راسینگ سانتاندر، باشگاه فوتبال اتلتیکو مادرید، باشگاه فوتبال نومانسیا، باشگاه فوتبال آلمریا، باشگاه فوتبال کوردوبا، باشگاه فوتبال الچه، و باشگاه فوتبال اتلتیکو مادرید بی اشاره کرد.